# Eitzing
Eitzing est une commune autrichienne, située dans le district de Ried im Innkreis, en Haute-Autriche. La commune comptait 728 habitants en 2008.
La superficie totale est de 8,62 km², dont 13,8 % est boisée et 77 % est exploitée par l'agriculture. La commune regroupe les localités suivantes : Bankham, Ertlberg, Hofing, Kirchberg, Obereitzing, Probenzing, Sausack, Untereitzing, Ursprung et Wöppelhub.
Sur la colline d'Obereitzing, se dresse l’ancien château des seigneurs d'Eitzing, en ruines depuis le XVIIe siècle. L'église d'Eitzing est un lieu de pèlerinage depuis le Moyen Âge.